# Ewald Backe
Ewald Backe (* 5. Juli 1897 in Chicago; † 21. August 1968 in Ludwigshafen am Rhein) war ein deutscher Lehrer und Nationalsozialist.

## Leben
Ewald Backe wurde 1897 in den Vereinigten Staaten geboren. Seine Familie kehrte 1899 nach Deutschland zurück. Von 1904 bis 1909 besuchte er die Volksschule. Von 1909 bis 1913 besuchte er humanistische Gymnasien in Zweibrücken und Pirmasens, anschließend die Präparandenanstalten von Blieskastel und Speyer. Seine Ausbildung wurde durch den Ersten Weltkrieg unterbrochen. Für seine Einsätze im 23. und dem 8. Bayerischen Infanterie-Regiment wurde er mit dem Eisernen Kreuz II. Klasse ausgezeichnet. Die Armee verließ er als Unteroffizier und Offiziersanwärter.
Anschließend setzte er die Volksschullehrerausbildung an der Lehrerbildungsanstalt Speyer fort. Er arbeitete zunächst als Aushilfs- und Hilfslehrer, bis er 1925 als Volksschullehrer in Schauernheim eine Anstellung fand. Zum 1. Januar 1931 trat er der NSDAP in Schauernheim bei (Mitgliedsnummer 401.102), deren Schulungsleiter, Kassenwart und Geschäftsführer er wurde. Im Mai 1933 wurde er ehrenamtlicher Bürgermeister von Schauernheim. In der Partei wurde er zunächst Ortsamtsleiter der NSV in Schauernheim (1933–1934), dann dortiger Ortsgruppenleiter von 1934 bis 1935. Nachdem er eine Anstellung an der Volksschule in Mutterstadt erhalten hatte, wurde er dortiger Ortsgruppenleiter und vom 1. April 1937 bis zum 1. August 1939 Bürgermeister. Er erhielt das Amt ohne Ausschreibung, da er sich als Ortsgruppenleiter bewährt habe. Während seiner Amtszeit verhörte er persönlich den Pfarrer Johannes Bähr, der öffentlich gegen die Synagogen-Brandstiftung in Mutterstadt im Rahmen der Novemberpogrome 1938 protestiert hatte. Backes Nachfolger wurde Hans Hebel. Er selbst wurde Leiter des Städtischen Kulturamts.
Von 1937 bis zum Kriegsende wurde er Vorsitzender des Kreisgerichts Ludwigshafen und ab dem 1. September 1941 Beauftragter der NSDAP für alle Gemeinden des Landkreises Ludwigshafen. Als kommissarischer Kreisleiter war er außerdem ab dem 17. September 1941 für Homburg und bis zum 30. November 1942 auch für Zweibrücken zuständig.
Vom 4. Mai 1945 bis zum 24. Dezember 1948 befand er sich in amerikanischer Kriegsgefangenschaft und ließ sich danach in Kottweiler-Schwanden nieder. Ein Ermittlungsverfahren wegen Verbrechen gegen die Menschlichkeit wurde 1947 eingestellt. Er soll an der Brandstiftung der Synagoge von Mutterstadt am 9. November 1938 beteiligt gewesen sein. Am 5. August 1949 wurde er im Entnazifizierungsverfahren als „Belasteter“ eingestuft. Das Säuberungsverfahren wurde am 1. März 1950 eingestellt.
Anschließend konnte Backe in seinen alten Beruf zurückkehren und arbeitete als Berufsschullehrer in Ludwigshafen am Rhein, zunächst als Gewerbelehrer, dann als Gewerbeoberlehrer und schließlich ab 1956 als Berufsschul-Abteilungsleiter an der Berufsschule Ludwigshafen. Am 31. Juli 1962 trat er in den Ruhestand ein.